# Arroio do Sal
Arroio do Sal är en kommun i Brasilien.   Den ligger i delstaten Rio Grande do Sul, i den södra delen av landet, 1 500 km söder om huvudstaden Brasília. Antalet invånare är 7 744.
Runt Arroio do Sal är det i huvudsak tätbebyggt.